# 1726
Перша наукова революція •  Глухівський період в історії Гетьманщини •  Російська імперія

## Геополітична ситуація
Османську імперію очолює Ахмед III (до 1730). Під владою османського султана перебувають Близький Схід та Єгипет, Середземноморське узбережжя Північної Африки, частина Закавказзя, значні території в Європі: Греція, Болгарія і Сербія. Васалами османів є Волощина та Молдова.
Священна Римська імперія охоплює, крім німецьких земель, Угорщину з Хорватією, Трансильванію, Богемію, північ Італії, Австрійські Нідерланди. Її імператор — Карл VI Габсбург (до 1740). Король Пруссії — Фрідріх-Вільгельм I (до 1740).
На передові позиції в Європі вийшла Франція, якою править Людовик XV (до 1774). Франція має колонії в Північній Америці та Індії.
Король Іспанії — Філіп V з династії Бурбонів (до 1746). Королівству Іспанія належать південь Італії, Нова Іспанія, Нова Гранада та Віцекоролівство Перу в Америці, Філіппіни. Королем Португалії є Жуан V (до 1750). Португалія має володіння в Бразилії, в Африці, в Індії, в Індійському океані й Індонезії.
Північ Нідерландів займає Республіка Об'єднаних провінцій. Вона має колонії в Північній Америці, Індонезії, на Формозі та на Цейлоні. На британському троні сидить Георг I (до 1727). Британія має колонії в Північній Америці, на Карибах та в Індії. Король Данії та Норвегії — Фредерік IV (до 1730), на шведському троні сидить Фредерік I (до 1751). На Апеннінському півострові незалежні Венеційська республіка та Папська область. у Речі Посполитій королює Август II Сильний (до 1733). Імператриця Російської імперії — Катерина I (до 1727).
Україну розділено по Дніпру між Річчю Посполитою та Російською імперією. Посада гетьмана залишається вакантною. Пристановищем козаків є Олешківська Січ. Існує Кримське ханство, якому підвладна Ногайська орда.
В Ірані Сефевіди поступилися правлінням Хотакі.
Значними державами Індостану є Імперія Великих Моголів, Імперія Маратха. В Китаї править Династія Цін. У Японії триває період Едо.

## Події

### В Україні
- Царським указом ліквідовані сердюцькі полки.

### У світі
- У Російській імперії утворено Верховну таємну раду.
- Мухаммад ібн Сауд очолив родину Саудитів.
- В Іспанії авантюрний Хуан Гільєрмо Ріпперда втратив посаду прем'єр-міністра. Уряд очолив Хосе Патіньйо.
- Повстання мапуче в Південній Америці закінчилося укладанням миру.
- Карл Альбрехт після смерті батька став курфюрстом Баварії.
- Російська імперія та Священна Римська імперія підписали у Відні угоду за умовами якої Росія зобов'язувалася підтримати союз Австрії та Іспанії, а Австрія зобов'язувалася підтримати Росію проти Туреччини.
- Республіка Об'єднаних провінцій приєдналася до Ганноверського союзу Великої Британії, Франції та Пруссії.
- Арвіда Горна обрано лендмаршалом шведського Риксдагу.

### Наука та культура
- Анонімно надруковано «Мандри Гулівера» Джонатана Свіфта.

## Народились
див. також Категорія:Народились 1726
- 3 червня — Джеймс Хаттон, шотландський вчений, засновник сучасної геології

## Померли
див. також Категорія:Померли 1726